# Giro di Campania 1934
Il Giro di Campania 1934, decima edizione della corsa, si svolse il 2 aprile 1934 su un percorso di 249,7 km con partenza e arrivo a Napoli. Fu vinto dall'italiano Learco Guerra, che completò il percorso in 8h15'30", precedendo in volata i connazionali Mario Cipriani e Joseph Soffietti. Completarono la prova 33 dei 74 ciclisti al via.
Organizzato dal quotidiano Mezzogiorno Sportivo e riservato a professionisti e indipendenti, fu la prima delle sette prove del Campionato italiano 1934.

## Percorso
Partita da Piazza Nazionale a Napoli, la corsa si avviò inizialmente in direzione Avellino transitando da Pomigliano d'Arco, Marigliano, Cimitile e dal passo di Monteforte Irpino (632 m s.l.m.). Da Avellino (km 55,6) la corsa si diresse, via Altavilla Irpina, a Benevento (km 85,5), quindi a San Giorgio del Sannio, sul bivio di Passo Serra (655 m s.l.m.), a Pratola Serra, Atripalda, Contrada e Mercato San Severino per approdare a Salerno (km 160,5). Da qui si proseguì lungomare fino a Maiori, dove ebbe inizio la salita al Valico di Chiunzi (685 m s.l.m.), seguita dalla discesa verso Scafati (km 203,4), dal transito a Ottaviano e Somma Vesuviana e dal rientro sul tracciato Marigliano-Pomigliano d'Arco-Poggioreale. La corsa si concluse, superato lo strappo della Madonna del Pianto, al campo dell'Arenaccia dopo 249,7 km.

## Ordine d'arrivo (Top 10)
| Pos. | Corridore         | Squadra     | Tempo    |
| ---- | ----------------- | ----------- | -------- |
| 1    | Learco Guerra     | Maino       | 8h15'30" |
| 2    | Mario Cipriani    | Fréjus      | s.t.     |
| 3    | Joseph Soffietti  | Fréjus      | s.t.     |
| 4    | Giuseppe Olmo     | Bianchi     | s.t.     |
| 5    | Alfredo Binda     | Legnano     | s.t.     |
| 6    | Alfredo Bovet     | Bianchi     | s.t.     |
| 7    | Aldo Canazza      | Gloria      | a 3'10"  |
| 8    | Nino Sella        | Maino       | s.t.     |
| 9    | Rinaldo Gerini    | 35ª L. MVSN | s.t.     |
| 10   | Umberto Guarducci | A.S. Roma   | s.t.     |